# Ligne mauve du métro de Chicago

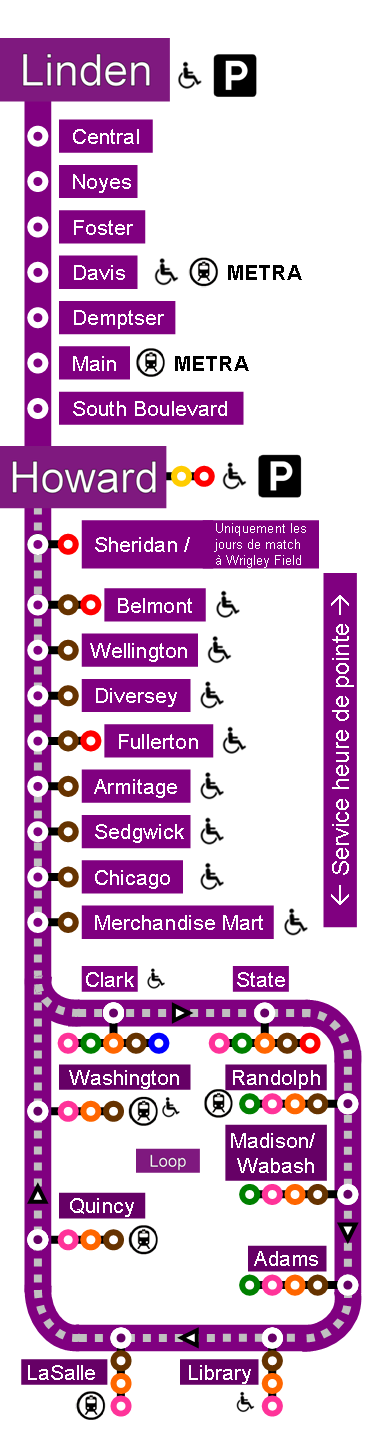
plan de la ligne mauve.

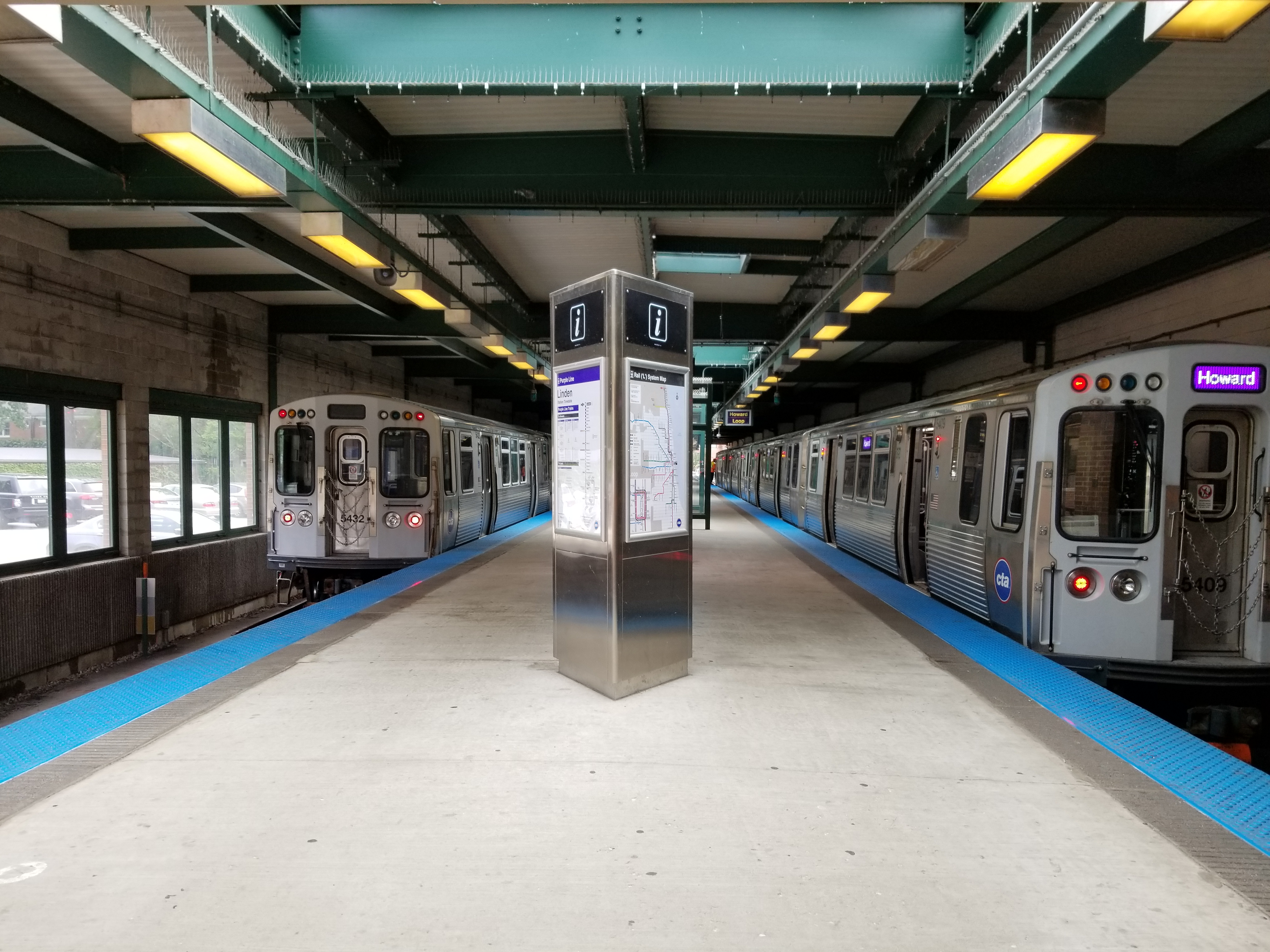
Terminus nord de la station Linden à Wilmette.

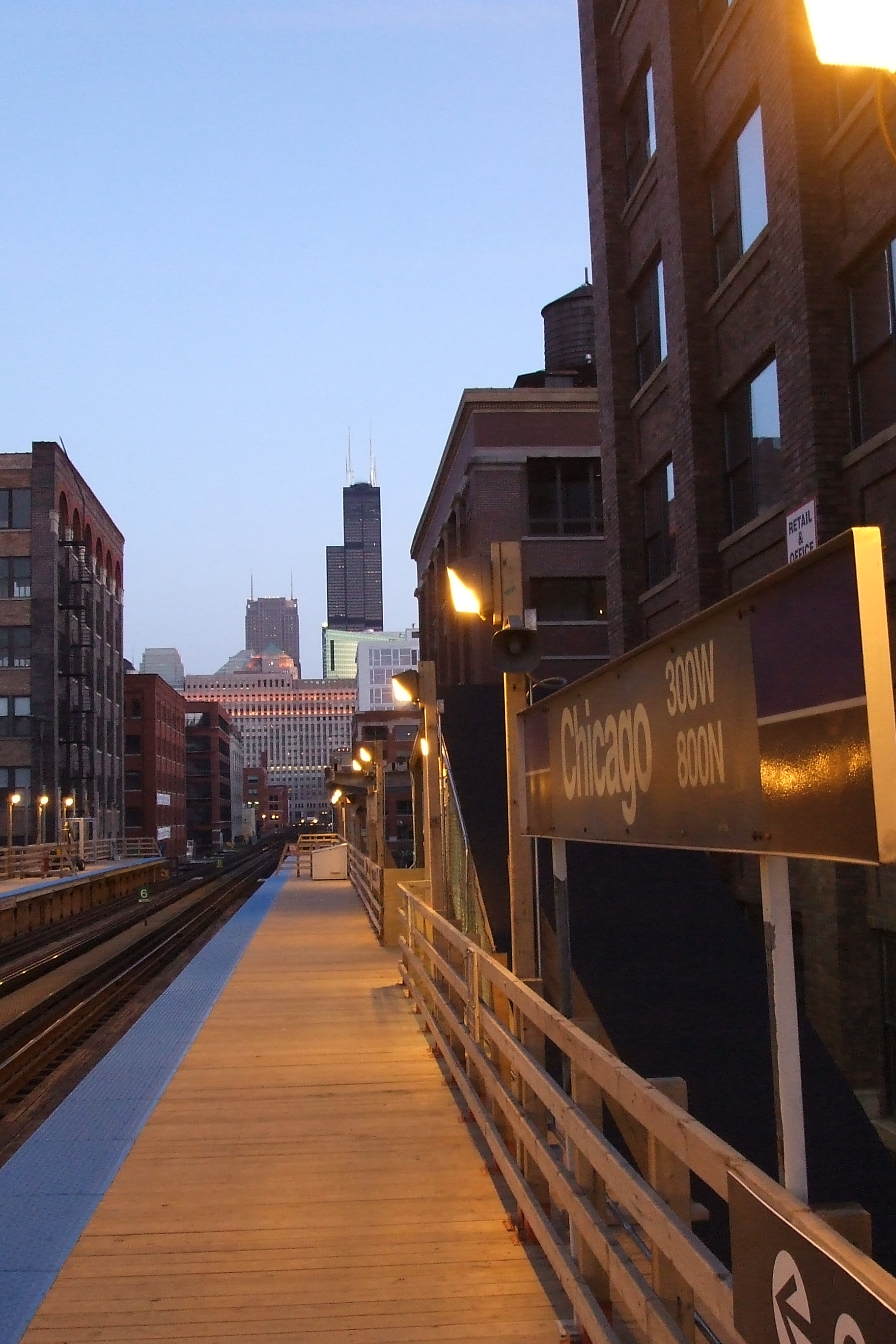
Station Chicago.

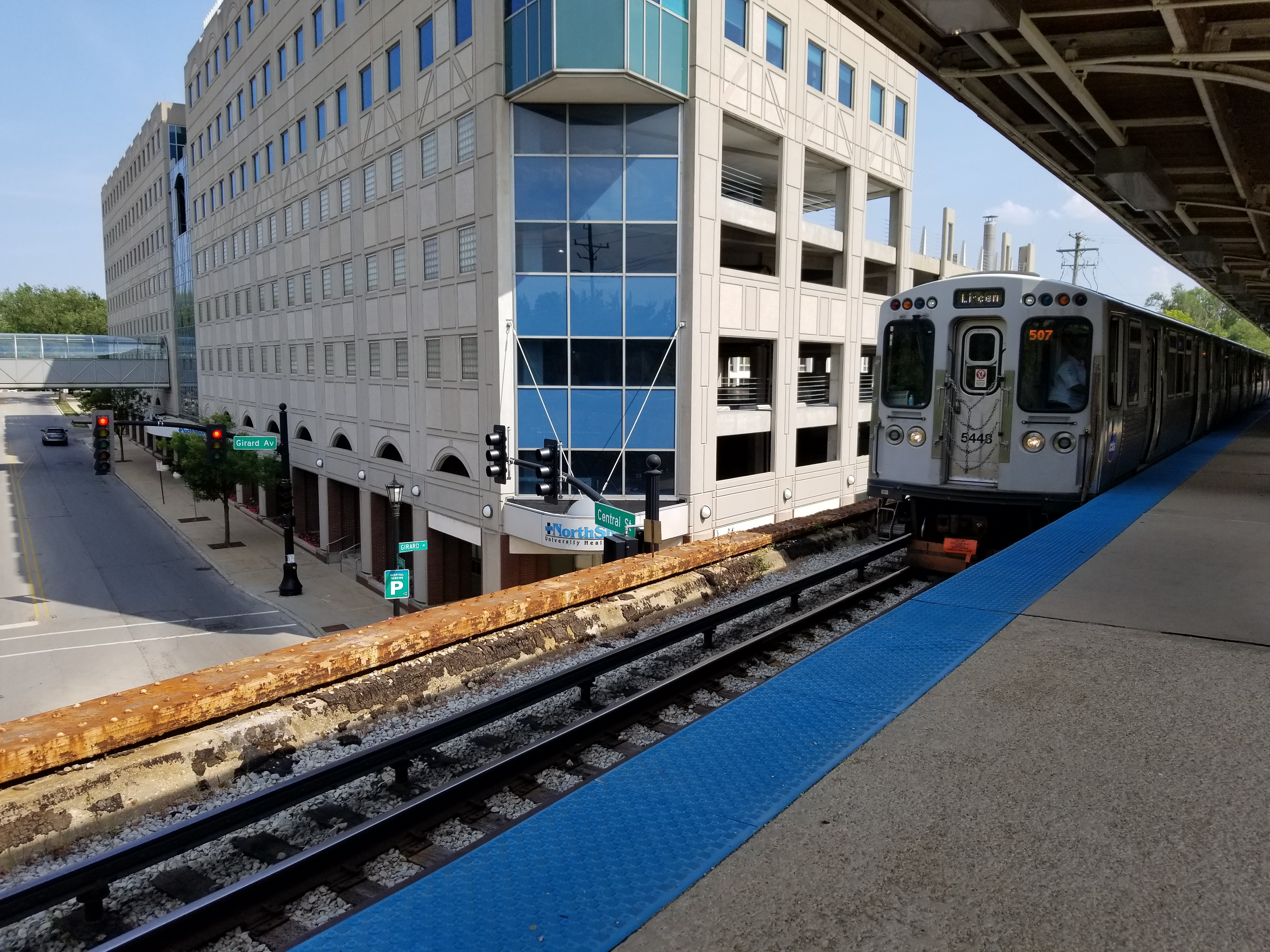
Station Central.

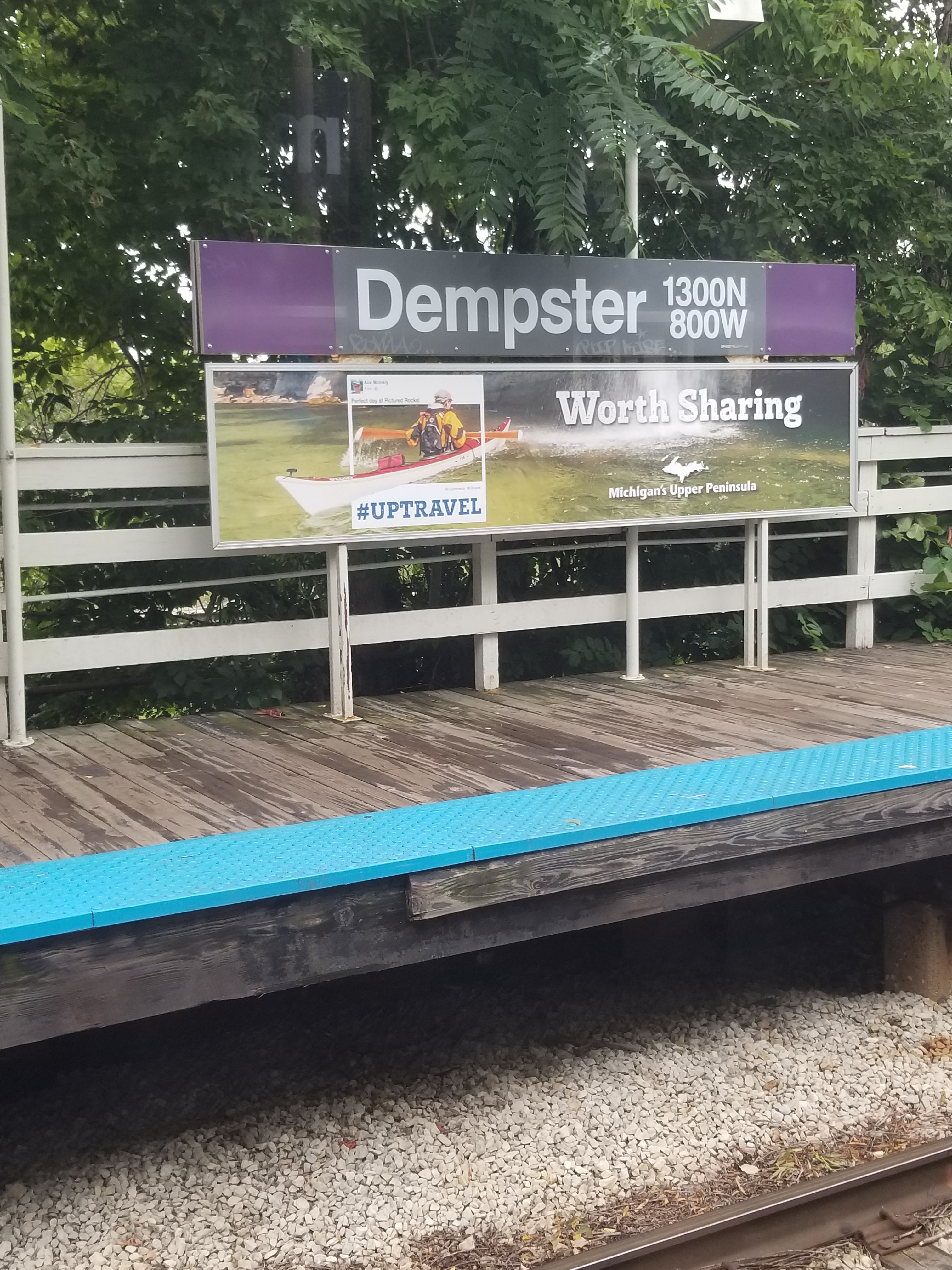
Station Dempster.

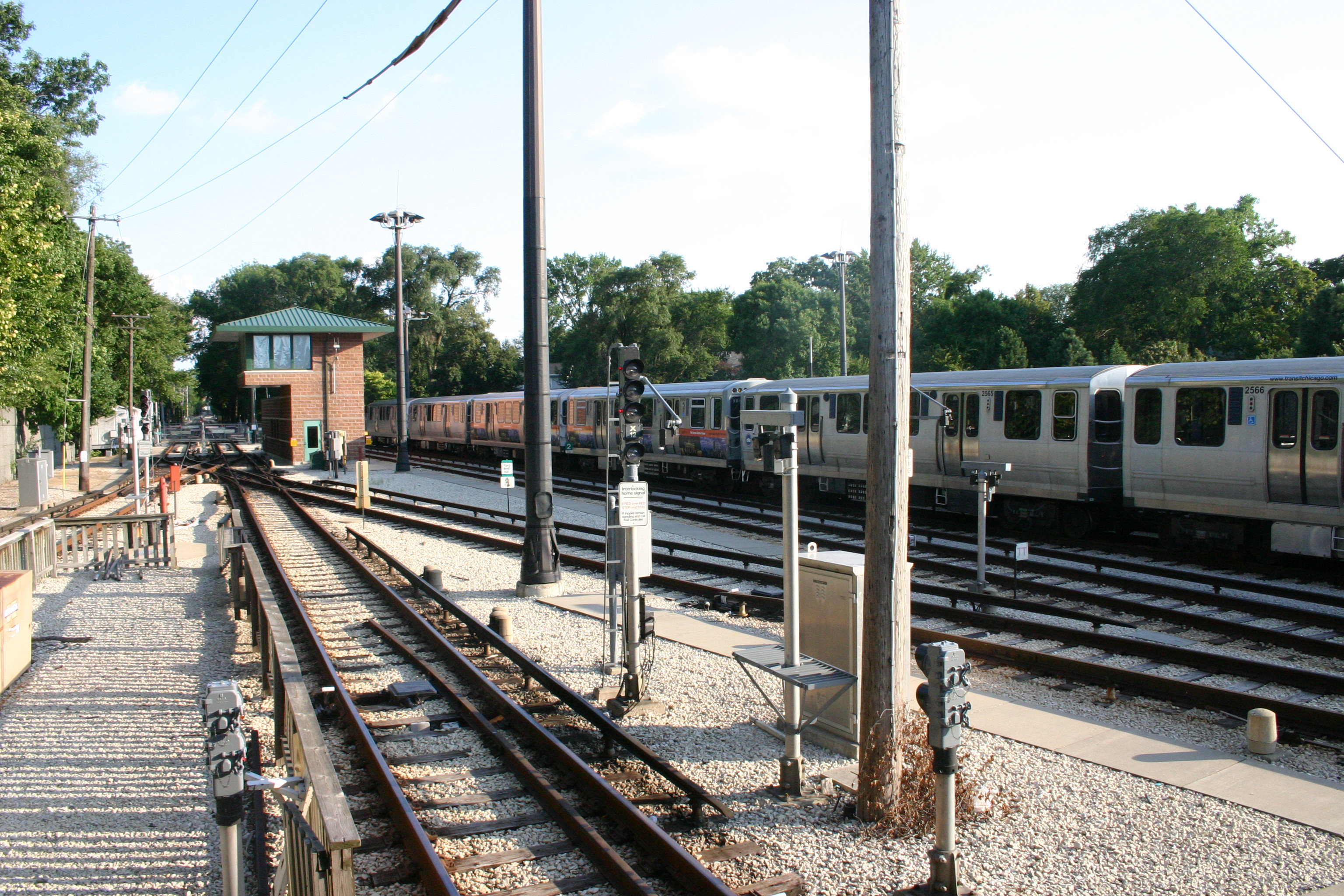
Dépôt de Linden.

La ligne mauve du métro de Chicago s'étend sur 24 km et dessert la partie nord de la ville. Elle est exploitée en semaine de 4 h à 1 h du matin, le samedi de 5 h à 2 h du matin et le dimanche de 6 h à 1 h du matin. Une de ses particularités est qu’elle s'étend encore de 16,6 km vers le sud jusqu’au Loop pendant les heures de pointe.
Elle fonctionne comme une ligne express (connue sous le nom de Purple line Express) et ne dessert aucune station entre Howard et Belmont soit sur 9 km environ. Les soirs des matchs des Cubs au stade de Wrigley Field, la ligne mauve suit l'itinéraire de l'heure de pointe mais marque un arrêt supplémentaire à Sheridan afin de permettre aux spectateurs de rejoindre le stade. Elle dessert 28 stations dans son ensemble dont seulement 9 durant les heures creuses. 
Avant la différenciation en couleurs de ses lignes en 1993, la ligne mauve de la Chicago Transit Authority (CTA) était connue sous le nom de Evanston line. La ligne mauve dessert notamment l'université Northwestern, le temple bahá'í (station Linden), elle doit sa couleur en l'honneur de l'université. 
En heure de pointe, la ligne mauve est la seule ligne avec la ligne rouge à offrir aux passagers une correspondance vers les autres lignes du métro de Chicago (‘L’).

## Historique
La Evanston Line a été mise en service le 16 mai 1908 entre Central Street à Evanston et l'Union Loop via l'infrastructure de la Northwestern Elevated et de la Pacific Railroad.
Le 2 avril 1912, la ligne mauve fut prolongée pour atteindre son terminus actuel de Linden.
L'arrivée du métro de Chicago dans la commune de Wilmette ne fut pas des plus chaleureuse car les résidents craignaient que ce nouveau service ferroviaire encourage la construction de grands immeubles d'habitation dans la riche banlieue de Chicago. 
En 1922, les voies de la North Side Main Line encore au niveau du sol furent reconstruites sur un viaduc et élargies à quatre voies de circulation afin d'en augmenter la capacité de passage de rames vers le nord de la ville et notamment vers Evanston. Le 29 janvier 1928 fut inauguré un nouveau viaduc au cœur de la ville d'Evanston après la station Howard afin de fluidifier la circulation de la ligne vers le nord. 
Le service de la ligne mauve tel qu'il est aujourd'hui est entré en vigueur le 31 juillet 1949 après une énorme réorganisation du service de transport vers le nord de la ville. C'est à cette date que le service local fut limité entre Linden et Howard au même titre que le service en heure de pointe fut délimité entre Linden et le Loop avec un arrêt à Merchandise Mart entre Howard et le Loop.
Soutenu par le pouvoir politique un surcoût fut dès lors appliqué pour les passagers du nord de la ville utilisant le service express vers Downtown Chicago (ce qui représentait à l'époque un chiffre d'affaires annuel de 7 millions de dollars). 
Le 8 novembre 1973, un troisième rail d'alimentation électrique fut installé afin de permettre à la Chicago Transit Authority de faire rouler toutes ses rames sur les voies vers Evanston. 
Le 20 janvier 1989, les arrêts aux stations Belmont et Fullerton (Lakeview), et Chicago (Near North Side), furent ajoutés afin de soulager la fréquentation en hausse de la ligne brune. À la fin des années 1990, les trains s'arrêtent également dans les stations Wellington, Diversey, Armitage et Sedgwick pour les mêmes raisons.  
En 1997 la surtaxe sur la desserte express fut supprimée afin d'inciter les passagers à utiliser la nouvelle Chicago Transit Card et de limiter le trafic routier vers le centre-ville. 
Le 26 avril 1998, la Chicago Transit Authority en proie à des difficultés financières supprime la desserte de nuit de la ligne mauve.
En 2005, la CTA a lancé un projet visant à remplacer les six viaducs vieux de près de quatre-vingt ans sur la Evanston line afin de diminuer le nombre de ralentissements obligatoires dus à la détérioration des ponts d'origine. Le viaduc de Main street a été complètement remplacé le week-end du 12 et 13 novembre 2005, nécessitant la fermeture temporaire de la ligne mauve. La construction a été achevée le lundi matin juste avant l'heure de pointe. Le viaduc de Church Street a été remplacé fin octobre 2006 au cours d'un autre week-end de fermeture de la ligne mauve. Les quatre autres viaducs n'ont pas entrainé de fermeture de la ligne mais ont été rénovés progressivement en faisant rouler les rames de manière alternée sur une seule voie. 
Fin 2007 le terminal de Howard a complètement été remis à neuf afin de rendre la station accessible aux personnes handicapées et d'y construire un grand parking de délestage automobile.
Dans le cadre de la rénovation de la ligne brune, les huit stations de la North Side Main Line partagées avec la ligne mauve ont toutes (hormis Merchandise Mart) été réamenagées, le chantier s'est terminé en décembre 2009.
Lors de chaque crise financière et de chaque révision des budgets de la CTA, la desserte express de la ligne mauve est sujette aux doutes. Ce fut le cas notamment en 1973 et surtout en 2005 et en 2007 où elle fut désignée comme une ligne pouvant être intégrée à la ligne rouge en éliminant la desserte express sur leur tronçon commun. 
L'État de l'Illinois conscient de l'importance de cette desserte du nord de l'agglomération de Chicago apporta à la Chicago Transit Authority le financement nécessaire afin d'en maintenir le service et supprima de préférence des lignes de bus.

## Son itinéraire
En heure creuse, la ligne mauve dessert Howard Street qui est la rue délimitant la ville de Chicago de la ville de Evanston à la frontière nord et jusqu'à Linden Avenue à Wilmette. En heure de pointe, son parcours est prolongé vers le Loop en utilisant les voies express de la Howard Branch et ensuite la North Side Main Line.

### Evanston Branch
En partant du terminus de Linden Avenue qui sert également de dépôt pour les rames, la ligne mauve traverse au niveau de la rue sur des voies isolées du trafic la commune de Wilmette jusqu'à Isabella street et juste après la station Central elle monte sur un remblai parallèle à Sherman Street toujours vers le sud afin de rejoindre les voies du Metra. Une correspondance est d'ailleurs possible à la station Davis ainsi qu'à la station Main. 
De là, la ligne mauve continue vers le centre de Chicago en traversant le dépôt de Howard et d'y rejoindre son terminus en heure creuse.

### Howard Branch
En heure de pointe, la ligne mauve ne se limite pas à Howard mais rejoint les voies extérieures à vocation express de la Howard Branch entre les stations Howard et Belmont. La ligne rouge emprunte quant à elle les voies centrales de la Howard Branch et dessert sur 9 km, douze stations. Les jours des matchs des Cubs de Chicago au Wrigley Field, la ligne mauve marque également un arrêt à la station Sheridan et continue selon son mode express vers Howard ou Belmont.

### North Side Main Line
Après la station Belmont, les rames de la ligne mauve partagent les voies avec la ligne brune et desservent les mêmes stations jusqu’à  Merchandise Mart afin de rejoindre le Loop.

### LeLoop
La ligne mauve continue vers Downtown Chicago et emprunte le Loop aérien sur la voie intérieure. Elle y roule dans le sens des aiguilles d'une montre avant de retourner vers son terminus de Linden tandis que la ligne brune y roule sur la voie extérieur à sens inverse avant de retourner vers son terminus de Kimball. 
En cas d'incident, de voirie surchargée sur le Loop ou lors d'événements particuliers, la ligne mauve est parfois déviée après la station Fullerton dans le State Street Subway avant de faire demi-tour à la station Roosevelt.

## Rames utilisées
La ligne mauve utilise 2 dépôts : l'un à Linden et le second à Howard. Les rames de type 2400 (Linden) et de type 3200 (Howard) y sont affectées mais dès 2010 et l'arrivée de nouvelles rames Bombardier sur la ligne brune, les rames de type 3200 Morrison-Knudsen lui seront attribuées afin de laisser partir les rames de type 2400 à la retraite. En heure creuse les rames de la ligne mauve sont généralement accouplées par 4 entre Evanston et Howard tandis qu'en heure de pointe, elles sont couplées par 6 de la ville d'Evanston au Loop (Downtown Chicago) ainsi que les soirs de match des Cubs.

## Les projets
Dans le cadre du projet de la Circle Line prévue en différentes phases dès 2020, la ligne mauve pourrait permettre une première exploitation partielle des nouveaux viaducs. En effet, tant que la boucle ne serait pas complète elle pourrait continuer de Fullerton avec la ligne rouge vers l’ouest de la ville et rejoindre le tronçon de la ligne rose à la station Polk.  
La Circle Line  terminée, les ingénieurs de la CTA ont soumis l'idée de faire continuer la ligne mauve dans le tunnel de State Street avec la ligne rouge et de construire un nouveau terminus dans une nouvelle station à hauteur de Wentworth Avenue, non loin de la station Cermak-Chinatown.

### Rénovation de laHoward Branchet de laEvanston Branch
Après avoir rénové les stations de la  ligne brune sur la Ravenswood Branch et sur la North Side Main Line, la Chicago Transit Authority a lancé en octobre 2009 une étude afin de procéder aux mêmes reconstructions et d'accessibilité des stations et des voies de la Howard Branch et de la Evanston Branch de Addison à Linden soit un tronçon de 14,5 km.  
L'étude s'est terminée fin novembre 2010 afin d'en déterminer les couts, les échéances et le cahier des charges. Les audiences publiques ont eu lieu en janvier 2011 à Chicago et à Evanston pour présenter aux citoyens concernés les six différents scénarios possibles dont un prévoit la suppression des stations Foster et South Boulevard sur la Evanston Branch et des stations Thorndale, Jarvis et Lawrence sur la Howard Branch afin de limiter les couts de reconstruction de ces stations vieilles de quatre-vingt ans et de rendre la circulation des navetteurs plus rapide vers le Loop.
Lors de la réunion du 28 janvier 2011, cette dernière proposition s'est néanmoins heurtée au refus des résidents locaux.

#### Chicago 'L'
- Chicago Transit Authority
- Union Loop
- Metra

#### Autres
- Métro
- Liste des métros du monde
- Liste des métros d'Amérique